# 吳偉 (弘治進士)
吴伟（1461年—？），字士魁，廣東廣州府番禺县人，軍籍，明朝政治人物。

## 生平
弘治二年（1489年）己酉科廣東鄉試第六十名舉人。弘治十二年（1499年）中式己未科會試第二百十五名，三甲第一百九名進士。官知府。

## 家族
曾祖吴性初；祖吴節；父吴壽，龍江提舉司提舉。母趙氏。永感下。兄吴俨。